# Йохан II фон Рйозберг-Хакенбройх
Йохан II фон Рйозберг-Хакенбройх (на немски: Johann II Herr zu Rösberg/Roesberg & Hackenbroich; † сл. 1363) от фамилията на графовете на Графство Нойенар е господар на Рйозберг (днес част от град Борнхайм в Северен Рейн-Вестфалия) и Хакенбройх (днес част от град Дормаген в област Дюселдорф).
Той е син на Йохан I фон Нойенар-Зафенберг († сл. 1306) и втората му съпруга Агнес фон Керпен.
Замъкът Хакенбройх е разрушен през 1469 г. от войските на пфалцграф Фридрих I фон Пфалц и 1474 г. от херцог Шарл Дръзки.

## Фамилия
Йохан II фон Рйозберг-Хакенбройх се жени за графиня Мехтилд фон дер Марк († сл. 1342), дъщеря на граф Еберхард I фон Марк († 1308) и графиня Ирмгард фон Берг († 1294), дъщеря на граф Адолф IV фон Берг († 1259) и Маргарета фон Хохщаден († 1314). Те имат два сина:
- Йохан III фон Рйозберг-Нойенар († 6 април 1405), граф на Нойенар, женен за Алверадис фон Алпен († сл. 1416), дъщеря на Гумпрехт фон Хепендорф-Алпен-Гарздорф, наследствен фогт на Кьолн († 1381) и Елизабет фон дер Марк († сл. 1369); имат два сина
- Дитрих фон Нойенар († сл. 1380), господар на Хакенбройх, женен на 8 май 1362 г. за София фон Зафенберг († сл. 3 декември 1383), дъщеря на Йохан II фон Зафенберг († 1383) и Гертруд фон Браунсхорн († сл. 1384); нямат деца